# Marta Cavalli
Marta Cavalli (Cremona, 18 de marzo de 1998) es una deportista italiana que compite en ciclismo en las modalidades de pista y ruta.
Ganó dos medallas en el Campeonato Europeo de Ciclismo en Pista, plata en 2018 y bronce en 2019, ambas en la prueba de persecución por equipos. En los Juegos Europeos de Minsk 2019 obtuvo dos medallas, oro en persecución por equipos y plata en persecución individual.
En carretera consiguió una medalla de bronce en el Campeonato Mundial de Ciclismo en Ruta de 2021 y una medalla de oro en el Campeonato Europeo de Ciclismo en Ruta de 2021, en la prueba de contrarreloj por relevos mixtos. Participó en los Juegos Olímpicos de Tokio 2020, ocupando el octavo lugar en la prueba de ruta femenina.

## Medallero internacional
| Juegos Europeos    | Juegos Europeos          | Juegos Europeos   | Juegos Europeos         |
| Año                | Lugar                    | Medalla           | Competición             |
| ------------------ | ------------------------ | ----------------- | ----------------------- |
| 2019               | Minsk (Bielorrusia)      | Medalla de oro    | Persecución por equipos |
| 2019               | Minsk (Bielorrusia)      | Medalla de plata  | Persecución individual  |
| Campeonato Europeo |                          |                   |                         |
| Año                | Lugar                    | Medalla           | Competición             |
| 2018               | Glasgow (Reino Unido)    | Medalla de plata  | Persecución por equipos |
| 2019               | Apeldoorn (Países Bajos) | Medalla de bronce | Persecución por equipos |

| Campeonato Mundial | Campeonato Mundial | Campeonato Mundial | Campeonato Mundial              |
| Año                | Lugar              | Medalla            | Competición                     |
| ------------------ | ------------------ | ------------------ | ------------------------------- |
| 2021               | Flandes (Bélgica)  | Medalla de bronce  | Contrarreloj por relevos mixtos |
| Campeonato Europeo |                    |                    |                                 |
| Año                | Lugar              | Medalla            | Competición                     |
| 2020               | Trento (Italia)    | Medalla de oro     | Contrarreloj por relevos mixtos |

## Palmarés
2018
- Campeonato de Italia en Ruta

2019
- 1 etapa del Giro delle Marche in Rosa

2020
- 3.ª en el Campeonato de Italia en Ruta

2022
- Amstel Gold Race
- Flecha Valona
- Mont Ventoux Dénivelé Challenge
- 3.ª en el Campeonato de Italia Contrarreloj
- 2.ª en el Giro de Italia Femenino

2023
- Tour Internacional de los Pirineos, más 1 etapa
- 2.ª en el Campeonato de Italia Contrarreloj
- 3.ª en el Campeonato de Italia en Ruta
- Tour Cycliste Féminin International de l'Ardèche, más 1 etapa